# Henri Hitier
Henri Hitier, né à Revelles le 16 juin 1864 et mort le 1er avril 1958, est un agronome français.

## Biographie

### Jeunesse et études
Henri Joseph Robert Hitier est le fils de Joseph Hitier, consul général de France en Chine, et le frère de Joseph Hitier (1865-1930), professeur à la faculté de droit de l'université de Paris.  
Il suit ses études à l'Institut national agronomique et à l'École des mines, et devient ingénieur agronome. 

### Parcours professionnel
À la sortie de ses études, en 1893, il devient répétiteur des cours d'économie rurale, d'agriculture comparée et de géologie agricole à l'Institut national agronomique. Il y devient maître de conférences en 1900, puis professeur d'agriculture comparée en 1911. Il enseigne également l'économie rurale.
En 1930, il devient professeur d'économie rurale à l'École libre des sciences politiques, remplaçant son frère Joseph qui vient juste de décéder. 
Admis à l'Académie d'agriculture en 1905, Henri Hitier en est secrétaire perpétuel de 1925 à 1952, ainsi que correspondant de l'Institut de France (Académie des sciences).
De 1923 à 1939, il est secrétaire général et questeur de la Commission internationale d'agriculture. 
Il est administrateur général de la Société des agriculteurs de France.
Il est aussi président du comité technique de la caisse autonome d'amortissement, vice-président du comité technique des services industriels des tabacs et de la Société d'encouragement pour l'industrie nationale et membre du comité consultatif des arts et manufactures.

## Distinctions
- Grand officier de la Légion d'honneur
- Commandeur de l'ordre du Mérite agricole
- Officier de l'Instruction publique
- Nombreuses décorations étrangères

## Écrits
- Plantes sarclées : pomme de terre et betterave. 2e éd. Paris : J.-B. Baillière et fils , (s.d.)
- Des questions agricoles soumises à la législature de 1845, bestiaux, vins, laines. Paris : Imp. L. Duverger, 1845
- Culture de la betterave, choix des sols, des graines et des méthodes culturales : les mieux appropriées à la production la plus économique et la plus rationnelle de la betterave sucrière sous le régime légal créé par la convention de Bruxelles. Paris : Société des agriculteurs de France , 1904
- Plantes industrielles. Introduction par le Dr. P. Regnard, ... Paris : J.-B. Baillière , 1905
- L'Agriculture en 1904 et le développement agricole de la République argentine.Paris : [s.n.] , 1909
- Systèmes de culture et assolements : avec 32 illustrations... Paris : Librairie agricole de la maison rustique , 1913
- Plantes industrielles : plantes textiles et plantes oléagineuses. par Henri Hitier, ... et Roger de Saint-Maurice, ... ; introduction par le Dr P. Regnard, ... 2e éd. Paris : Librairie J.-B. Baillière et fils , 1913
- Plantes sarclées, pomme de terre et betterave ; Introduction par le Dr P. Regnard. Paris : J.-B. Baillière et fils , 1916
- Plantes sarclées : pomme de terre et betterave... ; introduction par Dr P. Regnard, ... Paris : J.-B. Baillière et fils , 1916
- Enquête sur la production française et la concurrence étrangère 6, Le commerce extérieur des produits agricoles / Association nationale d'expansion économique ; Rapporteurs généraux... : Henri Hauser, ... Henri Hitier, ... / Paris : Association nationale d'expansion économique, 1917
- Le Commerce extérieur des produits agricoles... [71], Entre la France et la Suisse, l'Espagne, les Pays-Bas, le Danemark, la Suède et la Norvège. Paris : [Association nationale d'expansion économique], 1917
- Les céréales. Paris : [Association nationale d'expansion économique], 1917
- Enquête sur la production française et la concurrence étrangère : rapport général sur la section agricole. Paris : [Association nationale d'expansion économique], 1917
- Le Commerce extérieur des produits agricoles entre la France, l'Angleterre et les Colonies anglaises. Paris : [Association nationale d'expansion économique], 1917
- Le Commerce extérieur des produits agricoles... [69], Entre la France et l'Allemagne. Paris : [Association nationale d'expansion économique], 1917
- Enquête sur la production française et la concurrence étrangère. Rapporteurs généraux : industrie et commerce, Henri Hauser, ... agriculture, Henri Hitier, ... Paris : s.n., 1917
- Les Plantes industrielles : (betteraves à sucre et de distillerie, lin, chanvre, houblon). Paris : [Association nationale d'expansion économique], 1917
- Le Commerce extérieur des produits agricoles... [66], Entre la France et l'Italie. Paris : [Association nationale d'expansion économique], 1917
- Enquête sur la production française et la concurrence étrangères. rapports généraux par Henri Hauser, ... Henri Hitier, ... ; préf. de David-Mennet, ... Paris : Association nationale d'expansion économique , 1917
- Le Commerce extérieur des produits agricoles... [65], Entre la France et la Russie. Paris : [Association nationale d'expansion économique], 1917
- Le Commerce extérieur des produits agricoles... [67], Entre la France et la Belgique. Paris : [Association nationale d'expansion économique], 1917
- Le Commerce extérieur des produits agricoles... [72], Entre la France et les États-Unis, le Brésil, la République Argentine. Paris : [Association nationale d'expansion économique] , 1917
- Le Commerce extérieur des produits agricoles... [68], Entre la France et la Roumanie, la Serbie, le Portugal, le Japon. Paris : [Association nationale d'expansion économique], 1917
- Le Commerce extérieur des produits agricoles... [70], Entre la France et l'Autriche-Hongrie, la Bulgarie, la Turquie. Paris : [Association nationale d'expansion économique], 1917
- L'Intervention de l'État dans le domaine agricole. Joseph Hitier, Henri Hitier / Paris : Association nationale d'expansion économique, 1918
- Les Problèmes actuels de l'agriculture. Henri Hitier, ... Joseph Hitier, ... Paris : Payot , 1923
- La Révision des évaluations en ce qui concerne le revenu de la propriété non bâtie. Henri Hitier, Joseph Mitier. Paris : Assoc. nat. d'Expansion écon., 1925
- L'exploitation d'un domaine rural : (systèmes de culture et assolements). 2e éd. Paris : Librairie agricole de la Maison rustique, 1925
- Plantes industrielles : plantes textiles et plantes oléagineuses. par Henri Hitier, ... et Roger de Saint-Maurice, ... 2e éd. Paris : J.-B. Baillère, 1928
- "Pays" de parcours à moutons en France. [s.l.] : [s.n.], 1934
- Les questions agricoles au point de vue économique. Paris : Centre de documentation universitaire , 1944
- Recherches cytogénétiques sur les tabacs résistants à la mosaïque. Bergerac : imp. générale du Sud-Ouest, 1949
- La Production du tabac : principes et méthodes / par P. Gisquet, ... H. Hitier, ... Paris : J.-B. Baillière et fils, 1951
- Action de certains antibiotiques et hydrazides sur les divisions cellulaires et le chondriome d'allium cepa L : action sur les chloroplastes de nicotiana tabacum L / Camille Izard, Henri Hitier. (Bergerac : Imp.du S.O.), 1955
- Observation sur un hybride complexe susceptible de produire des plantes à stérilité mâle. Camille Izard, Henri Hitier. (Bergerac : Imp... du S. O.), 1955
- Obtention d'un amphidiploïde naturel : N. Tabacum L. (Var. Corolle double x) x N. Sylvestris Speg et Comes / Camille Izard, Henri Hitier. Bergerac : Impr. générale du Sud-Ouest, 1956
- Essais de désinfection chimique des sols pour semis de tabac. André Mounat / Bergerac : Impr. générale du Sud-Ouest (H. Trillaud et Cie) , 1959
- Influence de l'arrosage par aspersion sur le rendement et la qualité des tabacs [par Henri Hitier, Jacques Chouteau, André Mounat et André Renier]. Bergerac : impr. générale du Sud-Ouest, 1959
- Estimation par la méthode des disques de l'efficacité "réelle" de certains traitements contre le mildiou du tabac. Camille Izard, Pierre Schiltz, Henri Hitier / Bergerac : Imp. générale du Sud-Ouest (H. Trillaud et Cie) , 1961
- Comparaison d'huiles végétales et animales pour les traitements inhibiteurs des bourgeons de tabac. André Mounat / Bergerac : impr. générale du Sud-Ouest , 1962
- Observations sur un essai d'engrais en rotation. [par Jacques Chouteau, André Mounat, Henri Hitier et André Renier.] Bergerac : impr. générale du Sud-Ouest, 1962
- Le tabac. par Henri Hitier et Louis Sabourin, ... ; préface de Pierre Grimanelli, ... Paris : Presses universitaires de France, 1965
- Le tabac. par Henri Hitier et Louis Sabourin. 2e édition mise à jour. Paris : Presses universitaires de France, 1970
- Le Congrès national de l'agriculture de Tours et les tendances nouvelles qui s'y sont manifestées [Exposés faits le lundi 19 juillet 1920]... Hitier, Souchon, Larnaude / [Paris] : Comité national d'études sociales et politiques, [19..]
- Les Céréales : avoine et orge. Paris : Masson, [1909]
- Les Céréales. Céréales secondaires. (Seigle, mai͏̈s, sarrasin, millet, riz). Paris : Gauthier-Villars, [1910]
- Plantes sarclées : pomme de terre et betterave. 2e édition. Paris : J.-B. Baillière et fils, [1915]
- Quelques précisions sur l'emploi de la streptomycine dans la lutte contre le feu sauvage du tabac. Henri Hitier et Camille Izard. [s.l. s.n.], [1957]
- Les Céréales. Paris : Masson, [préf. 1909]
- La production du tabac : principes et méthodes / par Prosper Gisquet, Henri Hitier. 2e édition revue et augmentée. Paris : J.-B. Baillière et fils, impr. 1961
- La Culture du blé : Amélioration des rendements par le nettoyage des terres et la sélection des semences dans les régions desservies par le réseau P.L.M. / par Henri Hitier, ... Ph[ilippe] Eberhardt, ... L[ouis] Garapon, ... [Paris : impr. Maulde et Renou] , s.d.